# タナゴ
タナゴ（鰱、鱮、Acheilognathus melanogaster）は、コイ目コイ科タナゴ亜科タナゴ属に分類される淡水魚の一種。

## 名称
「タナゴ」の呼称は本種の標準和名であるとともにタナゴ亜科魚類の総称としても用いられるので、厳密に本種だけを指すかタナゴ亜科全般を指すか、用法に注意する必要がある。各種フィールド調査においても、タナゴ亜科のどの種なのかを明確に個体識別せずに「タナゴ」とし、後刻混乱するケースが間々見受けられる。専門の研究者は「モリオカエ」（moriokae：本種のシノニム）と呼称して混同を防いでいる。
関東地方の釣り人の間では、ヤリタナゴやアカヒレタビラとの混称でマタナゴという別名が用いられることもある。また、海水魚 Ditrema temmincki の和名は「ウミタナゴ」で、本種と姿形が似ることからその名が付けられたが、分類上はスズキ目ベラ亜目ウミタナゴ科に属するまったく別の魚である。

## 分布
日本固有種で、本州の関東地方と東北地方の太平洋側に自然分布する。分布南限は神奈川県鶴見川水系（川崎市、横浜市）、北限は青森県鷹架沼（上北郡六ヶ所村）とされ、生息地はこの間に散在する。各地で個体数が激減しており、絶滅が危惧されている（後述）。

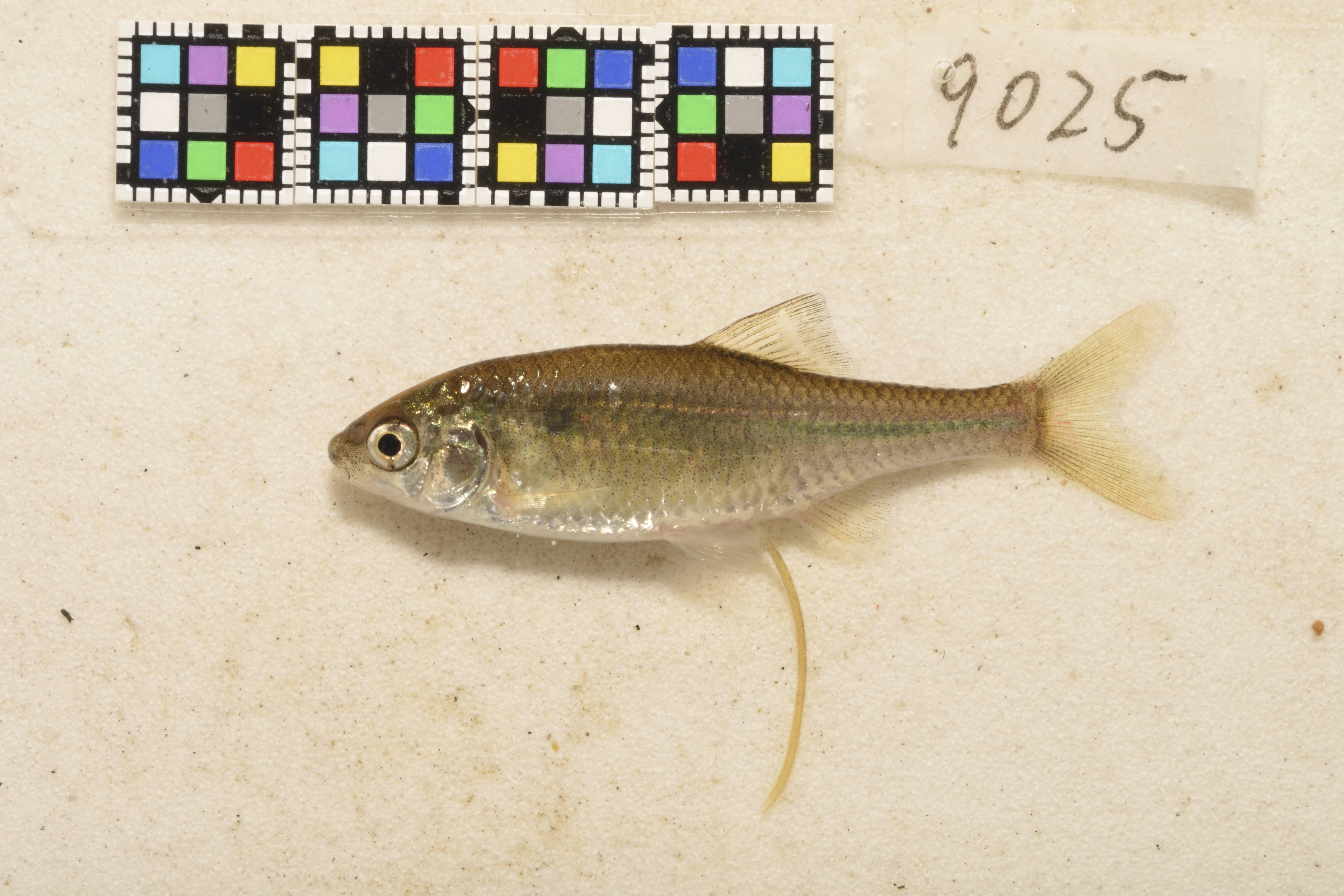
初夏の繁殖期、産卵管が伸長したタナゴのメス。福島県。

## 形態
体長6-12cm。背鰭不分岐軟条は3本と分岐軟条は8-9本、臀鰭不分岐軟条は3本と臀鰭の分岐何条は8本。側線鱗数は37-39枚で、側線上方横列鱗数は6枚、側線下方横列鱗数は4-5枚。日本産タナゴ類16種・亜種の中でも体高は低めの部類に入る。体色は普段は銀色で、肩部には不鮮明な青緑色の斑紋が入る場合もあり、体側面に長い青緑色と桃色の縦帯、背鰭の鰭条に2本の白い点線が入る。口角に1対の口髭がある。
繁殖期になるとオスは胸は薄いピンク色、背中側は濃紺色〜青紫色、背鰭と腹鰭、腹面は黒くなり、尻鰭の縁は白く染まる。種小名 melanogaster は「黒い腹」の意で、オスの婚姻色に由来する。メスには明らかな婚姻色は発現せず、基部が褐色で先端は灰色の産卵管が現れる。

## 生態
小規模な池や湖沼のような止水域から、ヤマメやカワシンジュガイが同所的に生息する山間部の渓流まで幅広い環境に生息する。本種の棲む池や河川では、アカヒレタビラやゼニタナゴと共存している場合がある。食性は植物性の強い雑食性で、小型の水生昆虫や甲殻類、藻類等を食べる。
繁殖期は3-6月である。産卵基質となる二枚貝は大型の貝種を選択する傾向がみられ、カラスガイやドブガイ、カワシンジュガイに卵を産みつける。卵は水温15℃前後では50時間ほどで孵化し、仔魚は母貝内で卵黄を吸収して成長する。母貝から稚魚が浮出するまでには1ヶ月ほどかかる。しかしこれらの二枚貝類は減少傾向にあり、本種の個体数減少に拍車をかけている。

## 保全状態評価
絶滅危惧IB類 (EN)（環境省レッドリスト）
VULNERABLE (IUCN Red List Ver. 3.1 (2001))
昭和40年頃から個体数の急激な減少が報告されており、その要因として、水質汚染や河川改修、圃場整備による産卵母貝・生息地の消失などが挙げられる。また、近年では外来魚による影響も個体数の減少要因となっており、ブラックバス・ブルーギルによる食害や、タイリクバラタナゴとの競合が報告されている。加えて、一部の業者や愛好家による乱獲も本種の個体数減少を助長するものと懸念される。
関東地方の生息地は近年特に減少している。分布南限の神奈川県ではすでに絶滅し、東京都や埼玉県でも同様とみられ、千葉県においても近年は確実な記録はない。現在のまとまった生息地は茨城県と栃木県内の一部水域のみである。かつて多産した霞ヶ浦周辺では、産卵母貝の減少や外来魚による食害の影響などで個体数の減少が続いており、現在では一部の水域にのみ分布が限定されている。2000年以降はオオタナゴの移植による本種への影響も懸念される。
ブラックバスの食害が問題となっている伊豆沼（宮城県栗原市・北上川水系）では、かつてゼニタナゴとともに本種が多数生息しタナゴ類の優占種であったが、2000年代になってからはほとんど確認できない状況が続いている。岩手県の一部水域では移入されたイチモンジタナゴとの競合により減少し、青森県東部の湖沼群でもブラックバスの侵入が顕著であり、予断を許さない状況である。
2007年版の環境省レッドデータブックはこれらの状況を反映し、従来の準絶滅危惧から2段階ランクを上げ、近い将来に野生絶滅の危険性が高い絶滅危惧IB類となった。各都道府県版レッドリストへの記載状況は下表の通り。
| カテゴリ     | 都道府県                               |
| ------------ | -------------------------------------- |
| 絶滅         | 神奈川県、埼玉県、東京都、群馬県       |
| 絶滅危惧I類  | 千葉県、栃木県、宮城県、福島県、青森県 |
| 絶滅危惧II類 | 茨城県                                 |
| その他       | 岩手県（Dランク - 準絶滅危惧の下位）   |

## 利用
茨城県や千葉県では、タナゴを使った佃煮や雀焼き、唐揚げなどが古くから続く伝統料理として親しまれている。肝吸虫などの寄生虫を保持する可能性があり、生食には危険をともなう。
江戸時代から釣りの対象として親しまれ、女性の髪に金の針をつけて釣るなどの釣法もあった。エサはタマムシ（イラガの幼虫）や赤虫、イトミミズ等を用いる。観賞魚として飼育されることもある。
参考文献
- 『原色ワイド図鑑5 魚・貝』 学習研究社、1984年、11頁。
- 『小学館の図鑑NEO 魚』 小学館、2003年、12頁。
- 赤井裕ほか『タナゴのすべて』 マリン企画、2004年、29頁。
- 川那部浩哉・水野信彦・細谷和海編『山渓カラー名鑑 改訂版 日本の淡水魚』 山と溪谷社、2001年。 ISBN 4-635-09021-3